# KPXP
KPXP（99.5 FM，“Power 99 FM”）是位于北马里亚纳群岛的一个音乐电台。由索伦森太平洋广播开办。发射台位于塞班岛，可覆盖整个北马里亚纳群岛，在1991年7月12日开播。在美国联邦通信委员会登记呼号为KPXP。